# Порто-Мантовано
По́рто-Мантова́но (итал. Porto Mantovano, ломб. Pòrt Mantuàn) — город в Италии, в регионе Ломбардия, подчиняется административному центру Мантуя.
Население составляет 13 344 человека, плотность населения — 361 чел./км². Занимает площадь 37 км². Почтовый индекс — 46047. Телефонный код — 0376.